# Давенда
Даве́нда (рос. Давенда) — селище міського типу у складі Могочинського району Забайкальського краю, Росія. Адміністративний центр Давендинського міського поселення.

## Населення
Населення — 812 осіб (2010; 1022 у 2002).